# UFC Fight Night: Bigfoot vs. Arlovski
UFC Fight Night: Bigfoot vs. Arlovski (también conocido como UFC Fight Night 51) fue un evento de artes marciales mixtas celebrado por Ultimate Fighting Championship el 13 de septiembre de 2014 en el Ginásio Nilson Nelson en Brasilia, Brasil.

## Historia
Esté evento fue el primero que la UFC ha celebrado en la capital brasileña Brasilia.
El evento estuvo encabezado por la revancha entre Antônio Silva y Andrei Arlovski. Su primera pelea en Strikeforce: Heavy Artillery terminó con una victoria por decisión unánime para Silva.
Se esperaba que Santiago Ponzinibbio se enfrentara a Sergio Morães en el evento. Sin embargo, Morães se retiró de la pelea alegando una lesión de rodilla. Morães fue reemplazado por Wendell Oliveira.
Se esperaba que Valérie Létourneau se enfrentara a Jéssica Andrade en el evento. Sin embargo, Létourneau se retiró de la pelea alegando una lesión y fue reemplazada por la excampeona de peso gallo de Jungle Fight Larissa Pacheco.

## Premios extra
Cada peleador recibió un bono de $50,000.
- Pelea de la Noche: Gleison Tibau vs. Piotr Hallmann
- Actuación de la Noche: Andrei Arlovski y Godofredo Castro